# Trypetimorpha occidentalis
Trypetimorpha occidentalis är en insektsart som beskrevs av Huang och Thierry Bourgoin 1993. Trypetimorpha occidentalis ingår i släktet Trypetimorpha och familjen Tropiduchidae. Inga underarter finns listade i Catalogue of Life.